# 华莱士·克莱门特·萨宾

华莱士·克莱门特·萨宾

华莱士·克莱门特·萨宾（1868年6月13日—1919年1月10日），美国物理学家，创立了建筑声学领域。他于1886年18岁毕业于俄亥俄州立大学，之后加入哈佛大学攻读研究生课程，并留任为教员。萨宾是波士顿交响大厅的建筑声学专家，被广泛认为是世界上其中两或三个最好的音乐厅之一。
1895年，哈佛大学Fogg艺术博物馆落成，但是发现博物馆的礼堂音质模糊不清。当时哈佛大学物理系最年轻的助理教授萨宾被请来解决这个问题。当时萨宾依靠耳朵作为接收器，并用一个停表作为计时器，大量的坐垫作为吸声材料，研究吸声量A与混响时间RT的关系。在1900年萨宾发表著名论文《混响》，提出了混响时间这一概念，并得出计算混响时间的公式——萨宾公式。自此奠定了厅堂声学甚至是整个建筑声学的科学基础。混响时间至今仍是厅堂音质评价首选的物理指标。
T = 0.161 V/A
T =混响时间
V =房间体积
A =总吸收面积
K =与空间湿度有关的常数，一般取K=0.161s/m。